# Adone Frediani
Adone Frediani (n. Italia; 1866 - f. Buenos Aires, Argentina;  13 de mayo de 1957) fue un empresario y exhibidor italiano con carrera en Argentina.

## Carrera
Fedriani fue el dueño de uno de los más populares y antiguos café de Buenos Aires. Se hizo mayormente reconocido durante 1904 tras realizar la  primera proyección de cine en Buenos Aires en ese mismo lugar, lo que atrajo grandes personalidades del ambiente artístico del momento como así también un tumultuoso público.
Adone Frediani falleció trágicamente tras caer bajo las ruedas de un tranvía el lunes 13 de mayo de 1957 a los 91 años de edad.